# Cyphomyrmex bicarinatus
Cyphomyrmex bicarinatus é uma espécie de inseto do gênero Cyphomyrmex, pertencente à família Formicidae.